# Dr.-Vogelgesang-Klamm

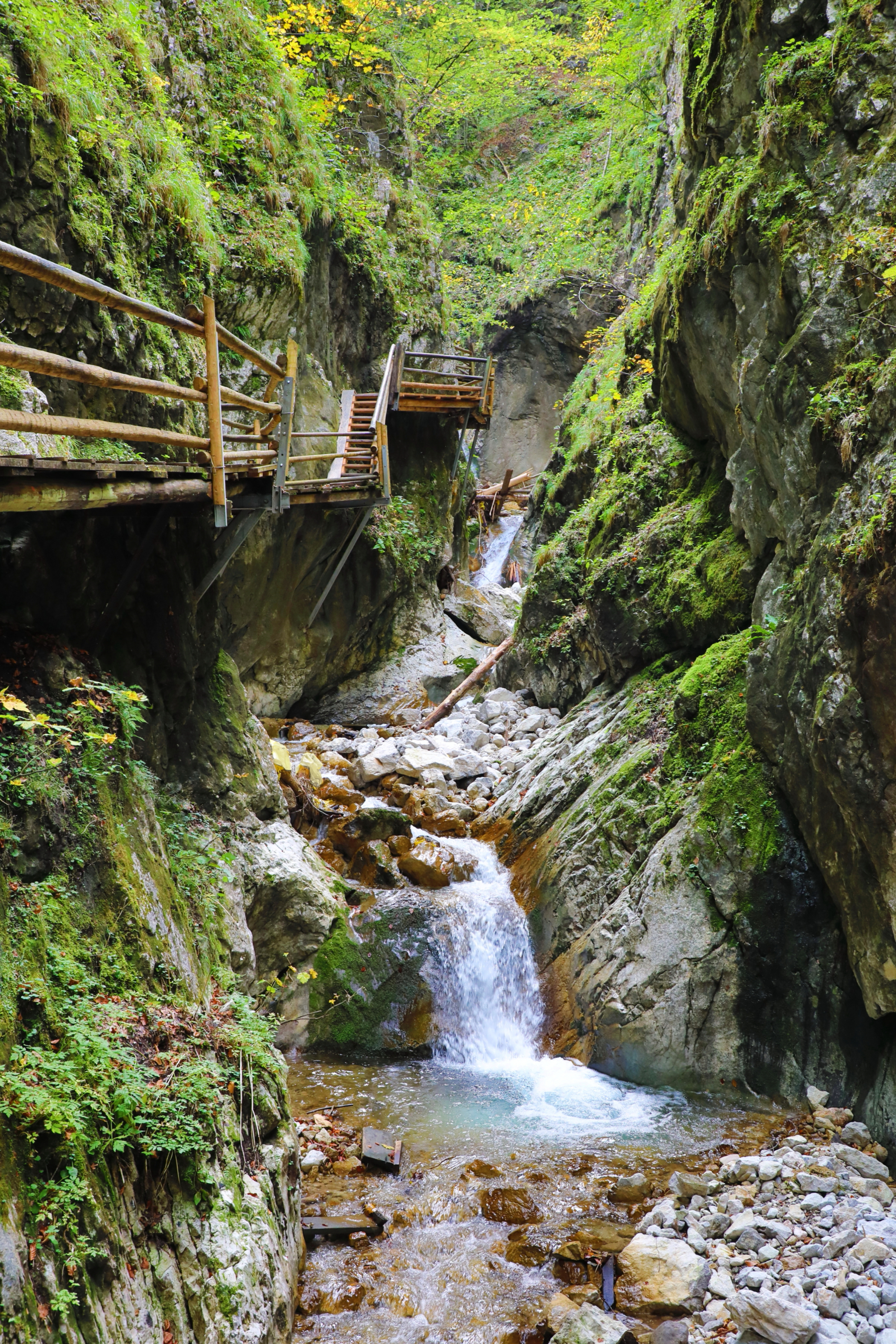
Dr.-Vogelgesang-Klamm am Beginn der Felsenschlucht

Die Dr.-Vogelgesang-Klamm ist nach der Leutaschklamm die zweitlängste erschlossene Klamm unter den österreichischen Felsklammen. Sie liegt am Klammbach im Gemeindegebiet von Spital am Pyhrn in Oberösterreich. 

## Lage
Die Klamm liegt am Fuße des Großen Pyhrgas im Westen des Naturschutzgebietes Haller Mauern – Totes Gebirge und nordöstlich des Naturschutzgebietes Bosruck.    

## Geschichte
Der ursprüngliche Name lautete (bis 1905) Fallbachklamm. Ihr heutiger Name verweist auf den Gemeindearzt Moritz Vogelgesang, der als Vorsitzender der örtlichen Alpenvereinssektion den Bau eines Steges anregte.
Im Juli 2021 wurden die Stege durch ein Hochwasser zerstört. Um sie gegen zukünftige Hochwasserereignisse zu schützen, wurden die Stege bei der Renovierung höher gelegt. Am 29. August 2021 wurde die Klamm wieder eröffnet.

## Beschreibung
Die erstmals 1906 errichtete Anlage ist rund 1500 Meter lang und führt über ungefähr 500 Stufen. Endpunkt des daran anschließenden Weges ist die auf 1043 m ü. A. gelegene Bosruckhütte.

## Tourismus
Pro Jahr hat die Klamm rund 30.000 Besucher.
Durch die Klamm führt unter anderem der Benediktweg.